# Зелена дървесна усойница
Зелената дървесна усойница (Atheris chlorechis) е вид змия от семейство Отровници (Viperidae). Видът не е застрашен от изчезване.

## Разпространение
Разпространен е в Бенин, Гана, Гвинея, Кот д'Ивоар, Либерия, Сиера Леоне и Того.